# Куп Истанбула 2005 — парови
Истанбул куп 2005. у конкуренцији женских парова одигран је од 16. до 22. маја. Учествовало је 16 парова са играчицама из … земаља.
Победиле су Марта Мареро из Шпаније и Антонела Сера Занети из Италије. Ово је за обе тенисерке друга титула у каријери у игри парова са разним партнеркама.

### Списак носилаца
| Број | Пар                                                   | Резултат     | Резултат                                                 |
| ---- | ----------------------------------------------------- | ------------ | -------------------------------------------------------- |
| 1    | Лиса Рејмонд Сједињене Државе · Рене Стабс Аустралија | 1. коло      | Лина Станчуте Литванија · Агнеш Савај Мађарска           |
| 2    | Џил Крејбас · Џенифер Расел Сједињене Државе          | 1. коло      | Клер Куран Уједињено Краљевство · Ким Килсдонк Холандија |
| 3    | Емануела Гаљарди Швајцарска · Ипек Сеноглу Турска     | четвртфинале | Данијела Клеменшиц · Сандра Клеменшиц Аустрија           |
| 4    | Марта Мареро Шпанија · Антонела Сера Занети Италија   | Победници    | Данијела Клеменшиц · Сандра Клеменшиц Аустрија           |

## Прво коло
| бр. меча | 1. пар                                                    | Резултат | 2. пар                                            |
| -------- | --------------------------------------------------------- | -------- | ------------------------------------------------- |
| 1.       | Лиса Рејмонд Сједињене Државе · Рене Стабс Аустралија (1) |          | Лина Станчуте Литванија · Агнеш Савај Мађарска    |
| 2.       |                                                           |          | Ана Чакветадзе Русија · Ана Кумантноу Турска      |
| 3.       | Марта Мареро Шпанија · Антонела Сера Занети Италија (4)   |          |                                                   |
| 4.       |                                                           |          | Џулија Касави Италија · Владимира Ухлиржова Чешка |
| 5.       | Данијела Клеменшиц · Сандра Клеменшиц Аустрија            |          |                                                   |
| 6.       | Емануела Гаљарди Швајцарска · Ипек Сеноглу Турска (3)     |          |                                                   |
| 7.       |                                                           |          | Нина Беатчикова · Јелена Веснина Русија           |
| 8.       | Клер Куран Уједињено Краљевство · Ким Килсдонк Холандија  |          | Џил Крејбас · Џенифер Расел Сједињене Државе (2)  |

## Четвртфинале
| бр. меча | 1. пар                                                  | Резултат      | 2. пар                                                   |
| -------- | ------------------------------------------------------- | ------------- | -------------------------------------------------------- |
| 1.       | Лина Станчуте Литванија · Агнеш Савај Мађарска          | 7-6, 2-6, 6-2 | Ана Чакветадзе Русија · Ана Кумантноу Турска             |
| 2.       | Марта Мареро Шпанија · Антонела Сера Занети Италија (4) | 6-0, 6-3      | Џулија Касави Италија · Владимира Ухлиржова Чешка        |
| 3.       | Данијела Клеменшиц · Сандра Клеменшиц Аустрија          | 2-6, 6-1, 7-5 | Емануела Гаљарди Швајцарска · Ипек Сеноглу Турска (3)    |
| 4.       | Нина Беатчикова · Јелена Веснина Русија                 | 6-3, 5-7, 3-6 | Клер Куран Уједињено Краљевство · Ким Килсдонк Холандија |

## Полуфинале
| бр. меча | 1. пар                                         | Резултат  | 2. пар                                                   |
| -------- | ---------------------------------------------- | --------- | -------------------------------------------------------- |
| 1.       | Лина Станчуте Литванија · Агнеш Савај Мађарска | 4-6, 3-6) | Марта Мареро Шпанија · Антонела Сера Занети Италија      |
| 2.       | Данијела Клеменшиц · Сандра Клеменшиц Аустрија | 6-3, 6-3  | Клер Куран Уједињено Краљевство · Ким Килсдонк Холандија |

## Финале
| бр. меча | 1. пар                            | Резултат | 2. пар                                         |
| -------- | --------------------------------- | -------- | ---------------------------------------------- |
| 1.       | Марта Мареро Антонела Сера Занети | 6-4, 6-0 | Данијела Клеменшиц · Сандра Клеменшиц Аустрија |